# Pen (Spritze)

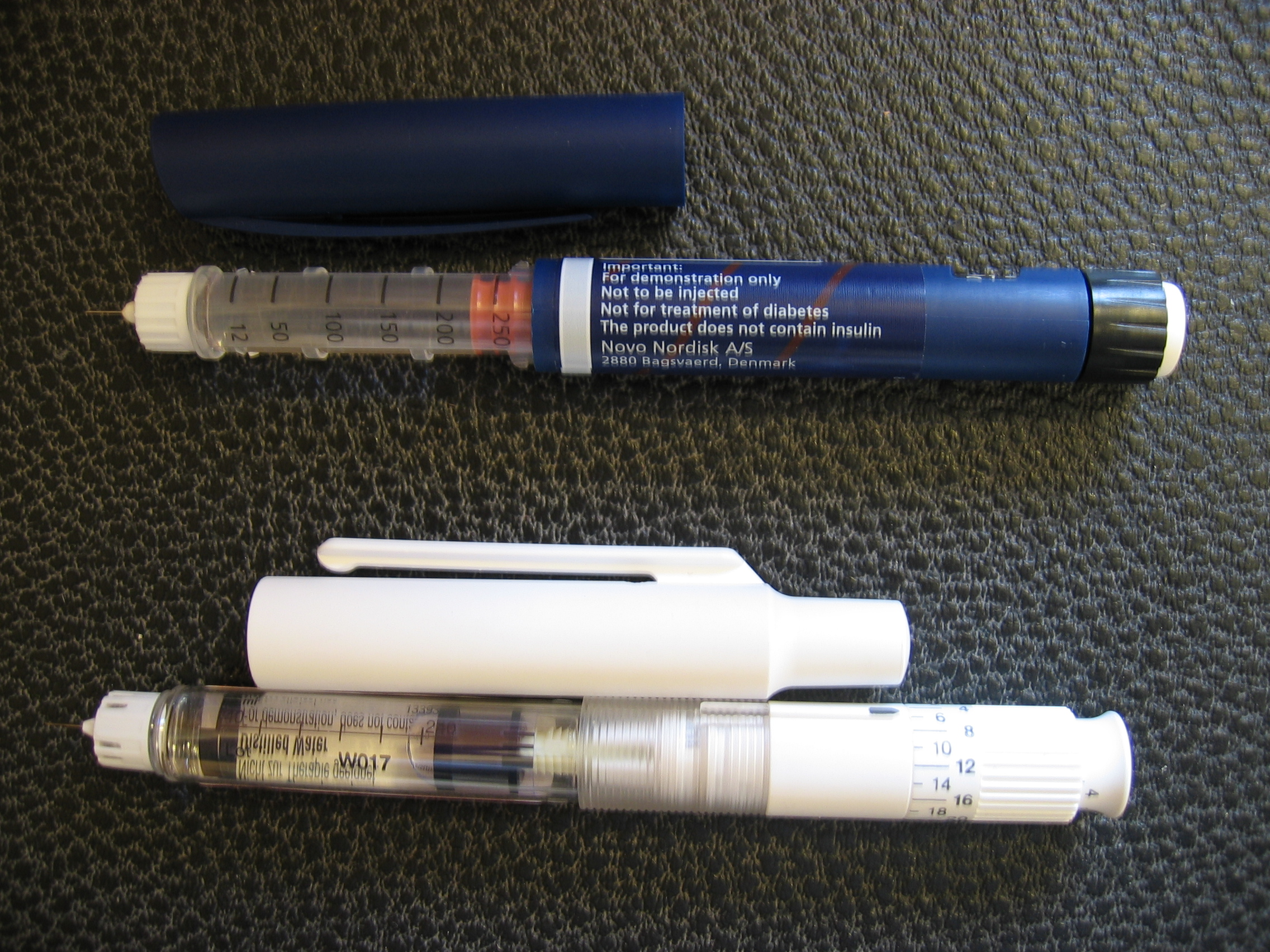
Insulin-Pens (Einweg-Fertigpens)

Pen (engl. Stift) ist die Bezeichnung für ein Injektionswerkzeug in Form eines dicken Kugelschreibers, das zur einfachen Injektion einer voreingestellten Menge eines Medikamentes dient. Typische Anwendung ist die Insulintherapie bei Diabetes mellitus. Insulin-Pens lassen sich einfacher transportieren und unauffälliger anwenden, als Insulin aus einer konventionellen Injektionsspritze. Sie sind, außer in den Vereinigten Staaten, inzwischen das meistverbreitete System zur Insulininjektion.

## Typen
Vorwiegend üblich sind Pens mit einer austauschbaren Medikamenten-Ampulle.
Für Patienten mit Angst vor Spritzen sind halbautomatische Pens erhältlich, bei denen der Einstich der Kanüle nach Aufsetzen auf die Haut durch eine Feder erfolgt. Siehe hierzu auch Autoinjektor.
Einmalpens enthalten eine nicht austauschbare, gefüllte Ampulle. Diese kann je nach Hersteller in Dosisschritten von ein oder zwei Einheiten (bei Insulin) oder in vorbestimmten Dosierungen (z. B. Wachstumshormone) das Medikament abgeben.
Nicht durchsetzen konnten sich bisher nadelfreie Injektionssysteme. Bei diesen Systemen wird der Wirkstoff mittels eines Gases oder durch Hochdruck durch haarfeine Öffnungen einer speziellen Ampulle mit hoher Geschwindigkeit in das Gewebe gepresst. Die Handhabung dieser Systeme ist aufwendiger, Schmerzfreiheit ist nicht garantiert, und klinische Studien, die eine Gleichwertigkeit der Wirkung zu herkömmlichen Systemen zeigen, liegen nicht vor. Im Hilfsmittelverzeichnis der Gesetzlichen Krankenversicherung von 2011 sind die Systeme nicht aufgeführt.

## Aufbau
Das stiftförmige Gehäuse trägt vorn eine austauschbare Kappe mit einer kurzen Kanüle. Am Ende des Stiftes befinden sich ein drehbarer Ring und ein Anzeigefenster zum Einstellen der Dosis. Der Ring endet in einem Druckknopf. Im Gehäuse befindet sich eine Ampulle mit meist drei Milliliter Insulin.

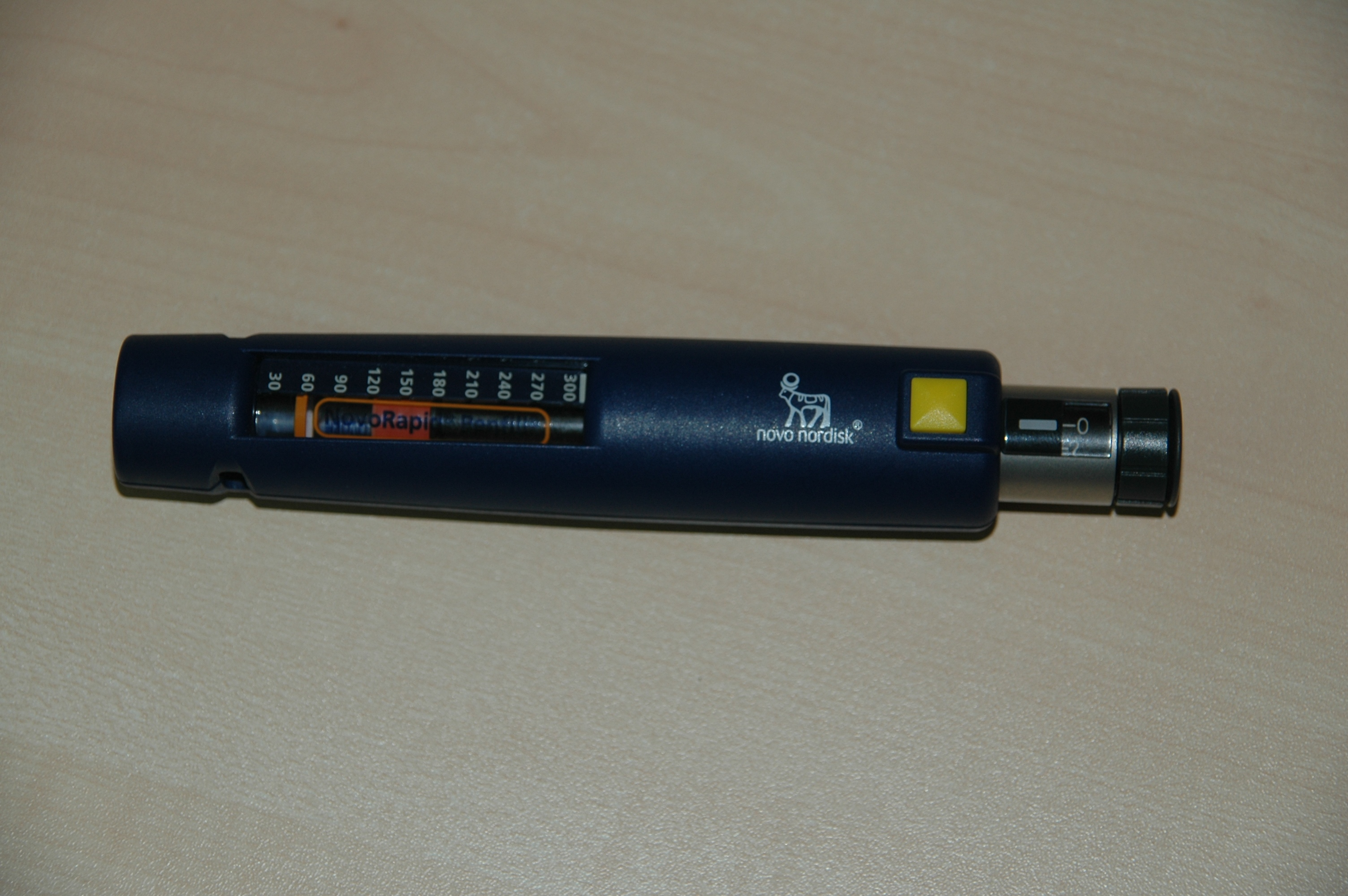
Halbautomatischer Insulin-Pen mit tauschbarer Ampulle
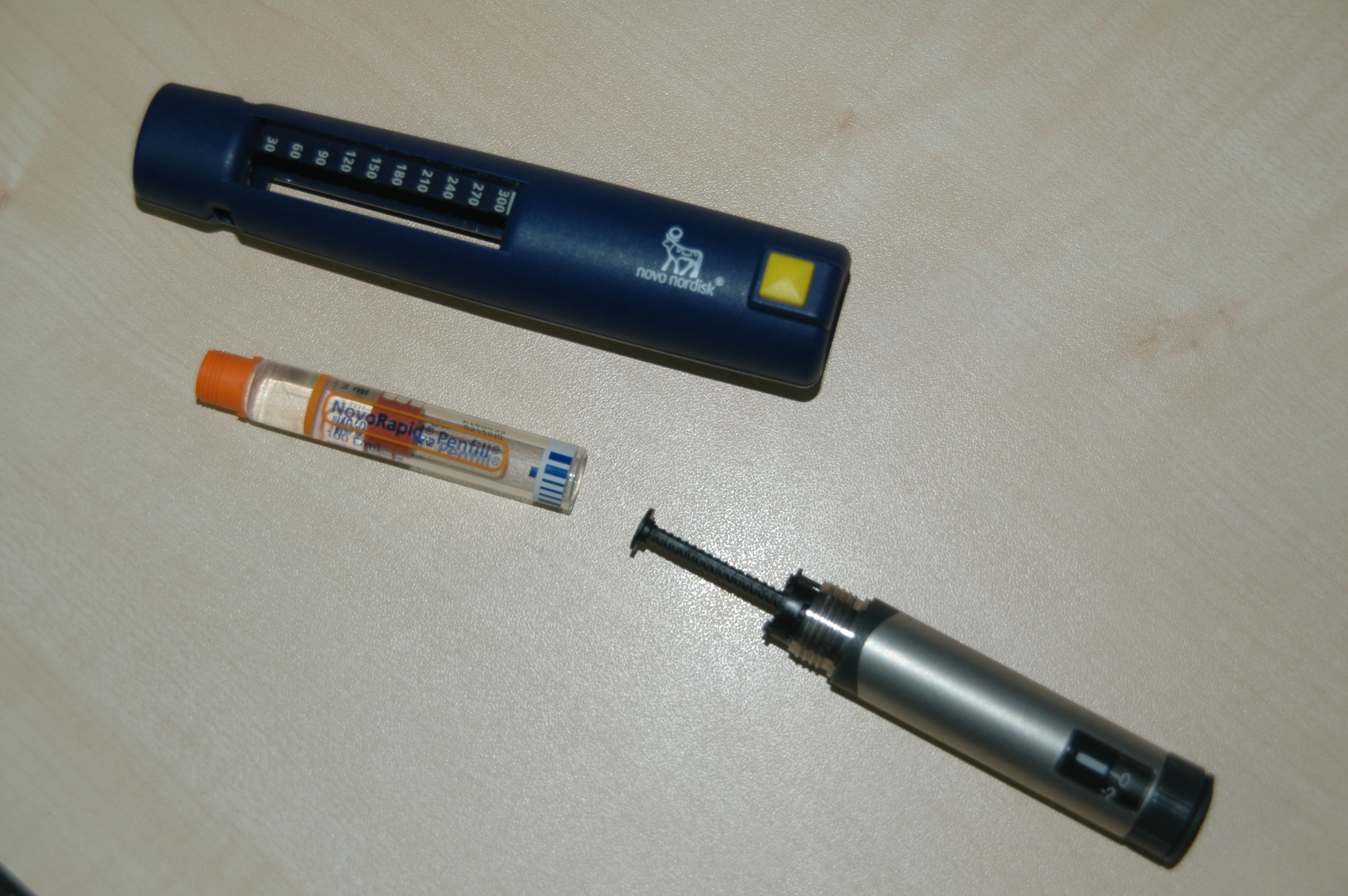
Zerlegter Insulin-Pen wie beim Ampullenwechsel mit Insulinampulle
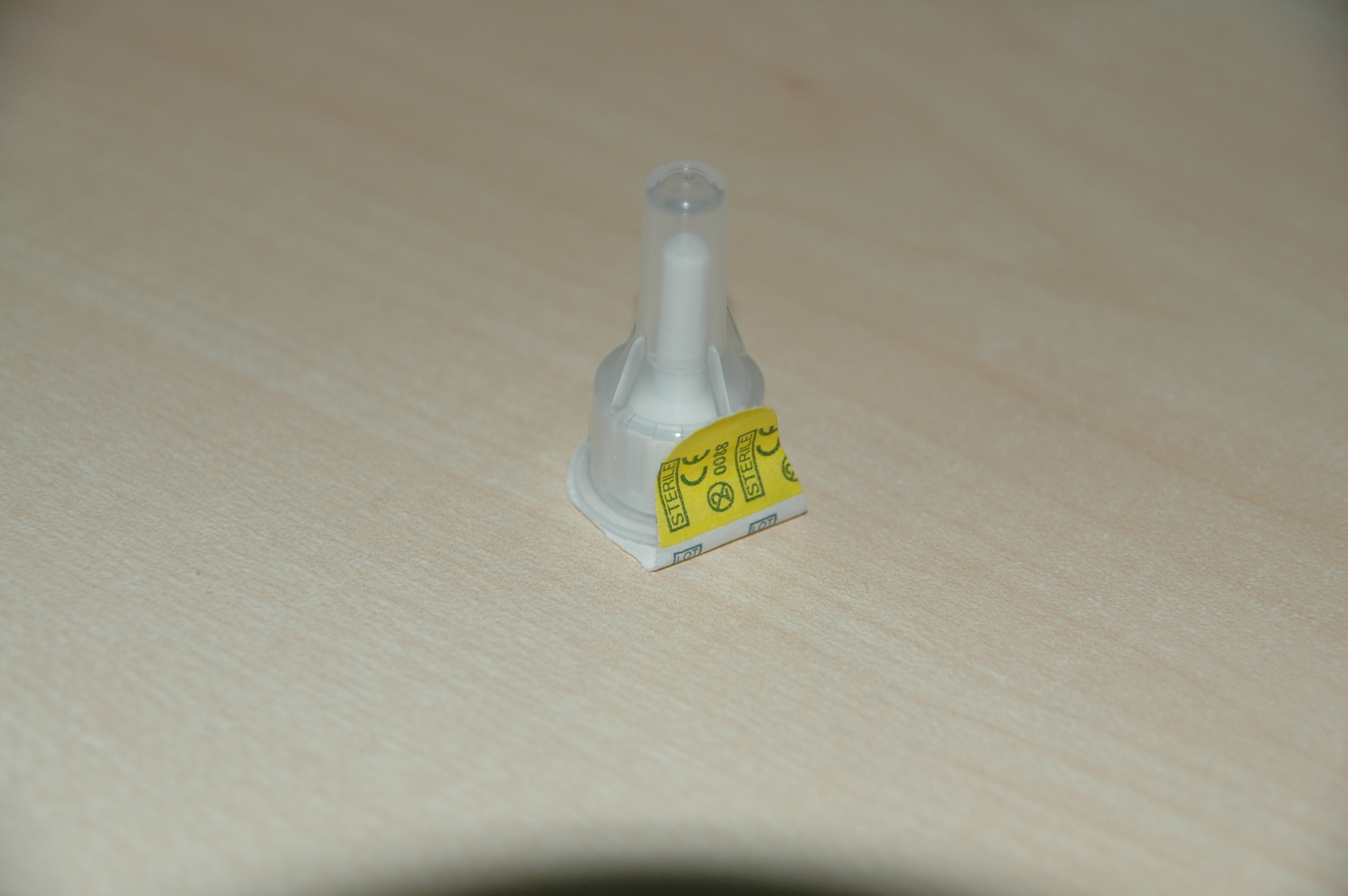
Steril verpackte Kanüle für einen Insulin-Pen